# Louise Labé
Louise Labé, soprannominata La Belle Cordière, per essere figlia di un cordaio (Lione, 1524 circa – Parcieux, 15 febbraio 1566), è stata una poetessa francese.

## Biografia
(Louise Labé)
Suo padre, Pierre Charly, verso il 1493 sposò in prime nozze Guillermette Decuchermois, vedova di un prospero artigiano cordaio, Jacques Humbert detto Labé. Di quest'ultimo aveva continuato l'attività, assumendone anche il nome per ragioni di opportunità commerciale e facendosi così chiamare Pierre Labé. Rimasto vedovo, e proprietario del laboratorio artigiano, sposò nel 1515 un'altra vedova, Étiennette Roybet, che gli portò in eredità due case a Lione, un'altra, con vigne, nella vicina campagna e gli diede cinque figli. Risposatosi ancora nel 1525 con Antoinette Taillard, Pierre Labé avrà altre due figlie.
L'agiatezza di cui gode la sua famiglia le permette di ricevere una buona educazione letteraria: conosce il latino, l'italiano, lo spagnolo, apprende la musica e coltiva, sembra, anche la scherma e l'equitazione; fa conoscenza, appena adolescente, dei poeti Maurice Scève e Clément Marot, col quale sembra aver avuto, più tardi, una relazione. Nel 1545 Louise Labé sposa il cordaio Ennemond Perrin, che ha molti più anni di lei; nella sua nuova casa tiene un salotto frequentato dagli intellettuali lionesi: Maurice Scève, Claude de Taillemont, Antoine Fumée, Pontus de Tyard e anche da artisti di passaggio, come l'italiano Luigi Alamanni e Pierre Woériot, che le farà un ritratto nel 1555.
Al 1548 dovrebbe risalire la composizione del suo Débat de Folie et d'Amour, e al 1552 i primi sonetti. L'anno successivo muore il padre, lasciando la moglie Antoinette e tre figli ancora in vita, Louise, Jeanne e François. Nel 1554 Louise, che forse ha una relazione con Olivier de Magny, conclude la composizione delle sue tre elegie e il 12 agosto appare la prima edizione delle sue Opere, comprendenti il Débat de Folie e d'Amour, le tre elegie e 24 sonetti, dedicate all'amica Clémence de Bourges: nel giro di due anni appaiono altre tre edizioni.
Alla poetessa si rimprovera una condotta di vita licenziosa, tanto che nel 1557 circola una canzone anonima sui suoi diversi amori e nel 1559 lo stesso Olivier de Magny indirizza al marito, defunto da due anni, un'ode, rimproverandogli l'eccessiva noncuranza sulla condotta della moglie.
Gravemente malata, Louise si stabilisce nel 1565 nella casa di campagna di Parcieux, dove muore il 15 febbraio 1566.
Insieme con Maurice Scève, Jacques Peletier du Mans e Pernette du Guillet, Louise Labé appartenne al gruppo della Scuola lionese: nella sua produzione, profondamente influenzata dal Petrarca, si nota anche la conoscenza delle Metamorfosi di Ovidio.

### Un'impostura?
Si conosce poco della vita di questa poetessa e alcuni elementi sembrano provenire più che altro dalla fantasia dei suoi lettori, così che la storica Mireille Huchon sostiene che Louise Labé non sia mai esistita e che sia in realtà un'autrice fittizia inventata da Maurice Scève o da Claude de Taillemont o ancora da Clément Marot. Questa ipotesi, accettata ad esempio da Marc Fumaroli, è tuttavia contestata da altri storici della letteratura.